# Dímun
Dímun est un village situé sur l’île de Stóra Dímun, aux Îles Féroé.
Une liaison en hélicoptère existe avec Tórshavn.